# Żabin (województwo dolnośląskie)
Żabin – wieś w Polsce położona w województwie dolnośląskim, w powiecie górowskim, w gminie Niechlów.

## Podział administracyjny
W latach 1975–1998 miejscowość należała administracyjnie do województwa leszczyńskiego.

## Zabytki
Do wojewódzkiego rejestru zabytków wpisany jest obiekt:
- kościół parafialny pw. Św. Michała Archanioła, z połowy XIV w. Zachowany portal główny, manswerki okien, zworniki i wsporniki. Wewnątrz manierystyczna ambona z ok. 1605, renesansowa chrzcielnica, renesansowe i manierystyczne epitafia z lat 1598-1612, ołtarz główny późnobarokowy. Obok świątyni wolno stojąca dzwonnica[5].